# Comuna Vînohradne, Lenine
Vînohradne (în ucraineană Виноградне) este o comună în raionul Lenine, Republica Autonomă Crimeea, Ucraina, formată din satele Romanove și Vînohradne (reședința).

## Demografie
Componența lingvistică a comunei Vînohradne
     Rusă (44,47%)
     Tătară crimeeană (33,02%)
     Ucraineană (21,02%)
     Alte limbi (0,2%)
Conform recensământului din 2001, nu exista o limbă vorbită de majoritatea populației, aceasta fiind compusă din vorbitori de rusă (44,47%), tătară crimeeană (33,02%) și ucraineană (21,02%).